# Колесник, Андрей Владимирович
Андрей Владимирович Колесник (род. 23 июня 1991, Калининград) — российский волейболист, диагональный. Мастер спорта России международного класса.

## Спортивная карьера
По ходу карьеры выступал в суперлиге за «Ярославич» (2011—2014), кемеровский «Кузбасс» (2014/15), «Губернию» (2015/16), «Урал» (2016—2018), «Динамо-ЛО» (2018—2021), «ЦСКА» (2021—2022).
Победитель молодежного чемпионата Европы 2010 и мира 2011.